# Martin Daum

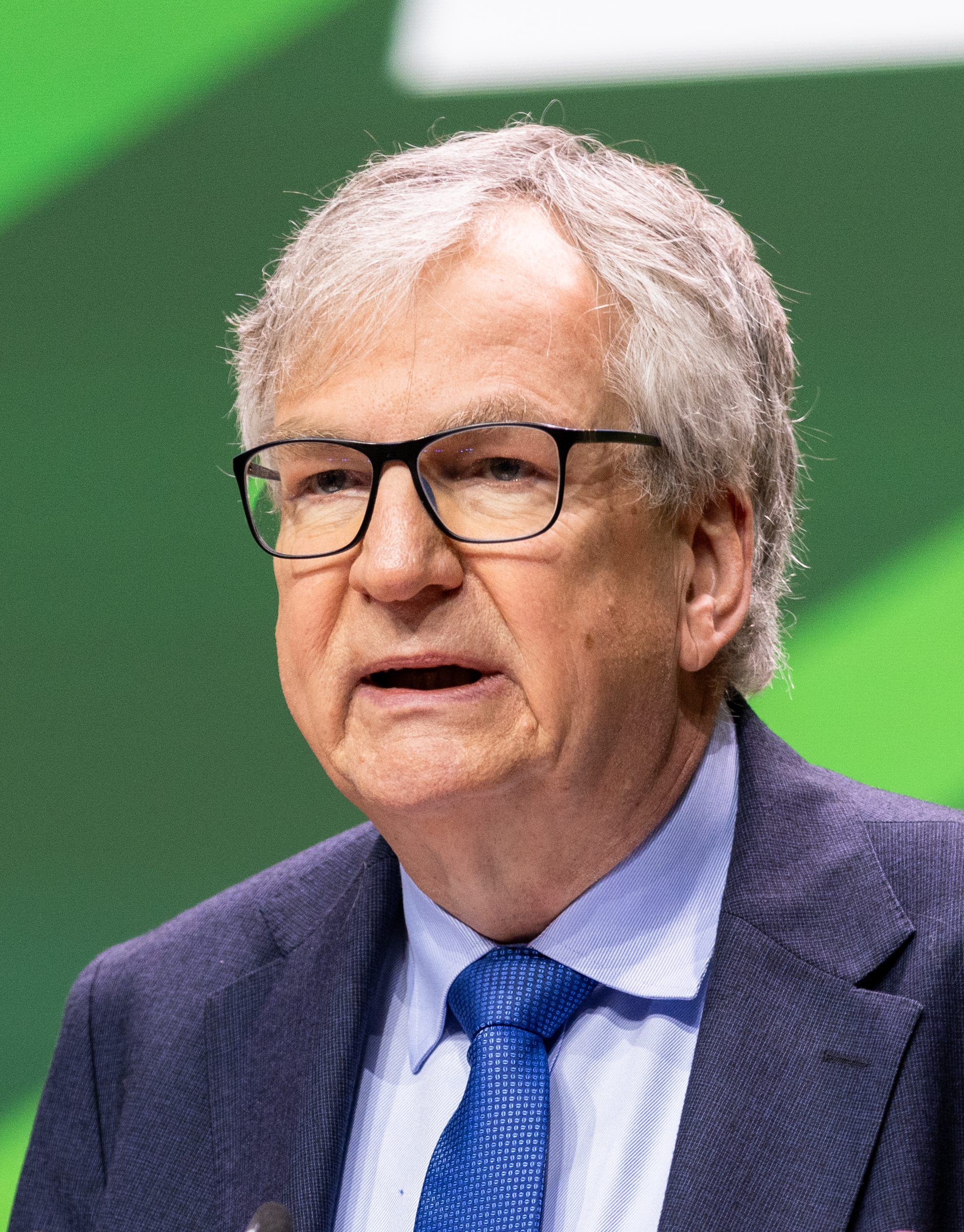
Martin Daum (2023)

Martin Daum (* 28. Oktober 1959 in Karlsruhe) ist ein deutscher Manager. Er war von 2021 bis 2024 Vorstandsvorsitzender der Daimler Truck Holding AG. Davor verantwortete er die Geschäftsfelder Daimler Trucks und Daimler Buses der Daimler AG.

## Werdegang
Nach dem Abitur 1978 absolvierte Daum eine Ausbildung zum Bankkaufmann. Von 1980 bis 1985 studierte er Betriebswirtschaftslehre an der Universität Mannheim und schloss mit Diplom ab.
Nach ersten beruflichen Erfahrungen als Unternehmensberater begann Daum seine Laufbahn im Daimler-Konzern 1987 mit dem Einstieg in die Nachwuchsgruppe der damaligen Daimler-Benz AG. Ab 1996 bekleidete er verschiedene Führungspositionen in den Bereichen Controlling, Finance und Strategie.
Von 2002 bis 2009 war Daum Mitglied der Geschäftsführung von Mercedes-Benz Lkw. In diesem Zeitraum war er Director Controlling Mercedes-Benz Lkw, Vice President Produktbereich Unimog und Sonderfahrzeuge und ab 2006 Vice President Produktion Mercedes-Benz Lkw.
Im Juni 2009 wurde Daum President und CEO von Daimler Trucks North America (DTNA). Dort verantwortete er die Leitung und Strategie der Daimler Trucks North America LLC und der Tochtergesellschaften Freightliner Trucks, Western Star Trucks, Thomas Built Buses, Freightliner Custom Chassis Corporation, Detroit Diesel Corporation und Axle Alliance Company.
Unter Daums Führung steigerte DTNA seinen Marktanteil von 29,6 % (2009) auf 39,3 % (2016).
Vom 1. März 2017 bis zum 30. November 2021 war Daum Vorstandsmitglied der Daimler AG und Leiter der Geschäftsfelder Daimler Trucks und Daimler Buses. Vom 1. Dezember 2021 bis zum 30. September 2024 war er Vorstandsvorsitzender der Daimler Truck Holding AG.

## Weitere Tätigkeiten
Daum ist Mitglied des ACEA-Nutzfahrzeug-Ausschusses.

## Persönliches
Daum ist verheiratet und hat drei erwachsene Kinder.

## Veröffentlichungen
Martin Daum: Bitte wenden!. In: Winfried Hermann (Hrsg.): Antriebswende. Strategien, Positionen und Meinungen zur neuen Mobilität, Molino Verlag, Schwäbisch Hall und Sindelfingen 2023, S. 116–127, ISBN 978-3-948696-51-1.